# Tolperyzon
Tolperyzon – organiczny związek chemiczny, syntetycznie otrzymywany lek miorelaksujący (zmniejsza wzmożone napięcie mięśni szkieletowych). Jego działanie opiera się na mechanizmie ośrodkowym (pośrednim) poprzez hamowanie dróg polisynaptycznych tworu siatkowatego, układu limbicznego i podwzgórza, jak i też neuronów wstawkowych rdzenia kręgowego.
Tolperyzon blokuje również receptory adrenergiczne. Prowadzi to do poszerzenia naczyń obwodowych, co poprawia krążenie krwi w kończynach.
Tolperyzon jest szybko wchłaniany w organizmie i szczyt jego stężenia w osoczu następuje zwykle 0,5–1,0 godziny po podaniu doustnym. Bezwzględna dostępność biologiczna wynosi około 17% z powodu efektu pierwszego przejścia (przez wątrobę). Jest usuwany z organizmu głównie przez nerki – 85% i 98% podanej dawki jest eliminowane z moczem po 8 godzinach i 24 godzinach. Okres półtrwania chlorowodorku tolperyzonu wynosi od 1,5–2,5 godz. Tolperyzon może być podawany za pomocą różnych dróg (doustnie, dotętniczo, dooponowo, wewnątrzrdzeniowo, domięśniowo, wewnątrz otrzewnej, dożylnie, donosowo i poprzez wdychanie). Jednakże najkorzystniejszą drogą podania jest droga domięśniowa, dożylna i doustna.
Lek dostępny jest pod nazwami handlowymi Mydocalm i Tolperis.